# Liste der Biografien/Pali
Liste der Biografien |
Portal Biografien |
Personensuche
# |
A |
B |
C |
D |
E |
F |
G |
H |
I |
J |
K |
L |
M |
N |
O |
P |
Q |
R |
S |
T |
U |
V |
W |
X |
Y |
Z |
?
 
Pa |
Pc |
Pe |
Pf |
Ph |
Pi |
Pj |
Pk |
Pl |
Pm |
Pn |
Po |
Pr |
Ps |
Pt |
Pu |
Pv |
Pw |
Py
 
Paa |
Pab |
Pac |
Pad |
Pae |
Paf |
Pag |
Pah |
Pai |
Paj |
Pak |
Pal |
Pam |
Pan |
Pao |
Pap |
Paq |
Par |
Pas |
Pat |
Pau |
Pav |
Paw |
Pax |
Pay |
Paz
 
Pala |
Palb |
Palc |
Pald |
Pale |
Palf |
Palg |
Palh |
Pali |
Palj |
Palk |
Pall |
Palm |
Paln |
Palo |
Palp |
Pals |
Palt |
Palu |
Palv |
Paly |
Palz
Die Liste der Biografien führt alle Personen auf, die in der deutschsprachigen Wikipedia einen Artikel haben. Dieses ist eine Teilliste mit 71 Einträgen von Personen, deren Namen mit den Buchstaben „Pali“ beginnt.

## Pali
- Pali, Andrei Nikolajewitsch (1971–2022), russischer Marineoffizier

### Palia
- Paliani, Ramaz (* 1973), georgischer Boxer
- Paliani, Selim (* 1976), türkischer Boxer
- Paliaschwili, Sakaria (1871–1933), georgischer Komponist

### Palib
- Palibrk, Uroš (* 1992), slowenischer Fußballspieler

### Palic
- Palić, Filip (* 1979), kroatischer Boxer
- Palić, Petar (* 1972), kroatischer Geistlicher und römisch-katholischer Bischof von Mostar-Duvno
- Palica, Giuseppe (1869–1936), italienischer Bischof
- Palicka, Andreas (* 1986), schwedischer Handballspieler
- Palička, Vlastimil (* 1954), tschechischer Fußballspieler und Fußballtrainer
- Palicki, Adrianne (* 1983), US-amerikanische SchauspielerinAdrianne Palicki (* 1983)

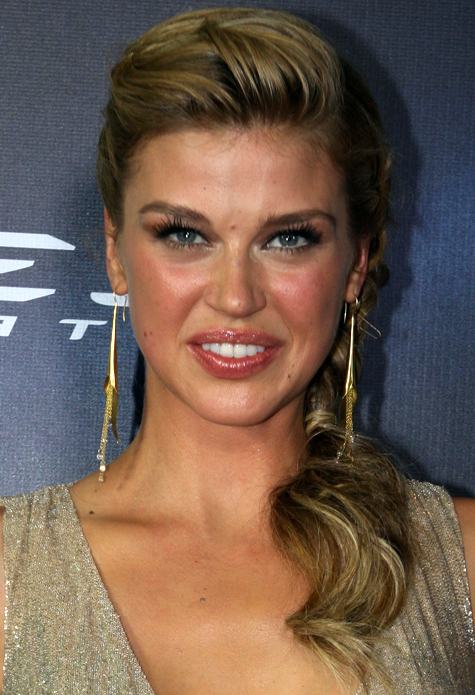
Adrianne Palicki (* 1983)

- Palicová, Barbora (* 2004), tschechische Tennisspielerin

### Palie
- Paliege, Johanna (* 1987), deutsche Schauspielerin

### Palih
- Palihakkara, Shesha (1928–2009), sri-lankischer Balletttänzer, Schauspieler, Filmregisseur und Filmproduzent
- Palihapitiya, Chamath (* 1976), kanadisch-amerikanischer Unternehmer und Investor
- Palihovici, Liliana (* 1971), moldauische Politikerin der Liberaldemokratischen Partei Moldawiens

### Palij
- Palij, Ihor (* 1963), ukrainischer Maler und Künstler
- Palij, Jakiw (1923–2019), ukrainisches SS-Mitglied
- Palij, Semen, kosakischer Feldherr
- Palijenko, Inna (* 1969), ukrainische Freestyle-Skierin
- Palijska, Diana (* 1966), bulgarische Kanutin

### Palik
- Palík, František (* 1932), tschechischer Konstrukteur und Pädagoge
- Palik, Ralf (* 1990), deutscher Rodler
- Palikot, Janusz (* 1964), polnischer Politiker (Platforma Obywatelska), Mitglied des Sejm
- Palikowa, Olga (* 1974), russische Sommerbiathletin
- Palikuća, Robert (* 1978), kroatischer Fußballspieler

### Palil
- Palillo, Ron (1949–2012), US-amerikanischer Filmschauspieler und Lehrer

### Palin
- Palin, Brett (* 1984), kanadischer Eishockeyspieler
- Palin, Michael (* 1943), britischer Schauspieler und Sänger, Mitglied von Monty PythonMichael Palin (* 1943)

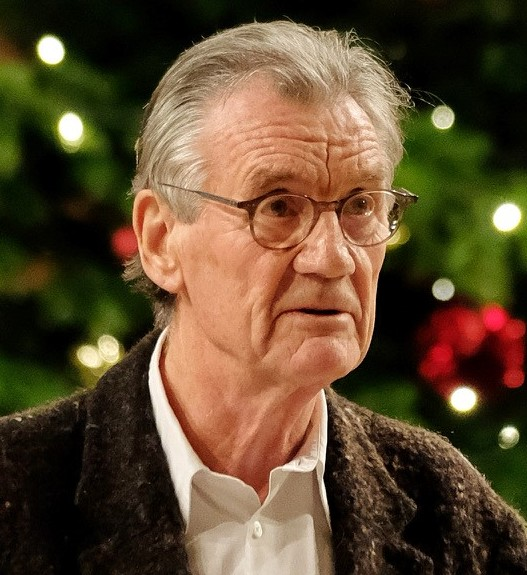
Michael Palin (* 1943)

- Palin, Sarah (* 1964), US-amerikanische Politikerin, Gouverneurin des Bundesstaats Alaska
- Palina, Irina Wladimirowna (* 1970), russische Tischtennisspielerin
- Palinckx, Bert (* 1962), niederländischer Jazz- und Fusionmusiker (Kontrabass, Komposition)
- Palinckx, Jacques (* 1959), niederländischer Jazz- und Fusionmusiker
- Palinek, Michal (* 1967), tschechischer Beachvolleyballspieler
- Paling, Richard (1901–1955), deutscher Künstler
- Pálinger, Katalin (* 1978), ungarische Handballspielerin
- Palini, Andrea (* 1989), italienischer Straßenradrennfahrer
- Pálinkás, Csaba (1959–2004), ungarischer Radrennfahrer
- Pálinkás, Ferenc (1927–1993), ungarischer Generalmajor
- Palinkas, Heiner (1913–2004), deutscher Maler
- Pálinkás, József (* 1952), ungarischer Physiker, Wissenschaftsmanager und Politiker
- Palinske, Andreas (* 1973), deutscher Unternehmer und Mister Germany 1996
- Paliński, Ireneusz (1932–2006), polnischer Gewichtheber
- Palinuro, Massimiliano (* 1974), italienischer römisch-katholischer Geistlicher, Apostolischer Vikar von Istanbul

### Palio
- Palionis, Andrius (* 1975), litauischer Politiker
- Palionis, Andrius (* 1988), litauischer Politiker
- Palionis, Juozas (1950–2011), litauischer Politiker
- Palionis, Markus (* 1987), litauisch-deutscher Fußballspieler
- Paliou, Eleftheria, griechische Archäologin

### Palis
- Palis, Ella (* 1999), französische Fußballspielerin
- Palis, Jacob (1940–2025), brasilianischer Mathematiker
- Palis, Kurt (* 1937), deutscher Politiker (SPD), MdB
- Palisa, Johann (1848–1925), österreichischer AstronomJohann Palisa (1848–1925)

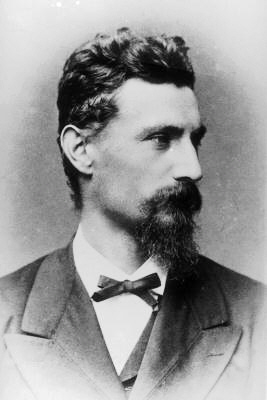
Johann Palisa (1848–1925)

- Palissot de Montenoy, Charles (1730–1814), französischer Dramatiker
- Palissy, Bernard (* 1510), Mitbegründer der protestantischen Gemeinde von Saintes, Emaillekünstler

### Palit
- Palit, Nitai (1923–1990), indischer Regisseur des Oriya-Films
- Palitsch, Helmut (1951–2007), österreichischer Schauspieler, Regisseur und Intendant
- Palitzsch, Friedrich (1889–1932), deutscher Schachkomponist
- Palitzsch, Gerhard (1913–1944), deutscher SS-Hauptscharführer im KZ AuschwitzGerhard Palitzsch (1913–1944)

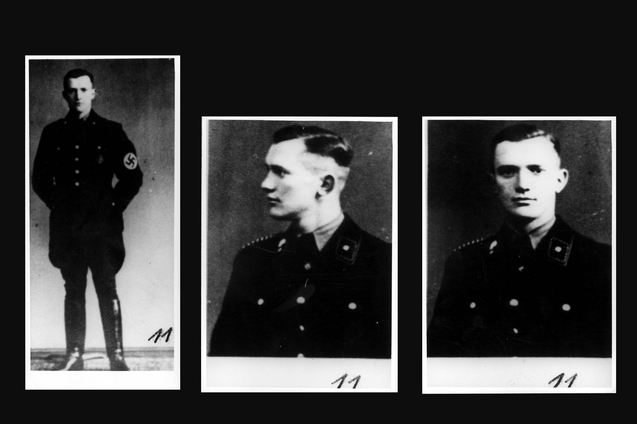
Gerhard Palitzsch (1913–1944)

- Palitzsch, Hans Heinrich (1912–2005), deutscher Maler
- Palitzsch, Johann Georg (1723–1788), deutscher Naturwissenschaftler
- Palitzsch, Johannes (1878–1972), deutscher Polizeipräsident
- Palitzsch, Peter (1918–2004), deutscher Theaterregisseur

### Paliu
- Paliukas, Raimundas (* 1947), litauischer Politiker (Seimas)
- Paliulionis, Raimondas (* 1960), litauischer Schachschiedsrichter und -trainer
- Paliūnas, Vytautas (1930–2005), litauischer Ingenieur und Politiker, Mitglied des Seimas

### Paliw
- Paliwal, Dinesh (* 1957), indischer Manager und Geschäftsführer
- Paliwal, Tika Ram (1907–1995), indischer Politiker

### Palix
- Palix, Bérangère (1975–2021), französische Sängerin und Chansonnière

### Paliz
- Palizban, Maryam (* 1981), iranische Schauspielerin, Dichterin, Theaterwissenschaftlerin
- Palizewitsch, Sjarhej (* 1990), belarussischer Fußballspieler